# Teatro alla Scala
A Teatro alla Scala (vagy La Scala, ill. Milánói Scala) milánói operaház, egyike a világ leghíresebb operaházainak. Mária Terézia uralkodása végén, Nuovo Regio Ducal Teatro alla Scala néven nyitotta meg kapuit a közönség előtt.

## Története

### Kezdetek

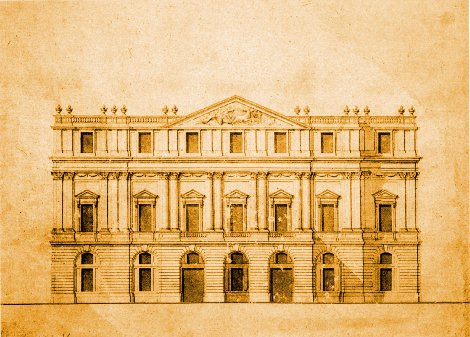
Piermarini terve

A Teatro alla Scala megnyílásától a lombardiai „főváros” a világ egyik legnagyobb operaházával dicsekedhetett: a színpad 24 méter hosszú, 21,6 méter mély, magassága 20 méter volt. Befogadóképességét illetően a sűrű átépítések miatt csak becslés létezik, az tudni viszont, hogy a megnyitó előadást 3500 személy tapsolta végig. Stendhal a következőképpen nyilatkozott az operaházról, összehasonlítva azt Itália addig legnagyobb és leghíresebb házával, a nápolyi Teatro di San Carlóval: Homlokzata ugyan sokkal nyomottabb, mint a San Carlóé, folyosói szűkek és levegőtlenek, a földszint túlságosan vízszintes, de ettől eltekintve ez a világ első színháza.
Gázvilágítást 1860-ban, villanyvilágítást pedig 1883-ban kapott az operaház.
A Scala egy régi templom, a Santa Maria della Scala helyén épült fel; nevét Regina della Scaláról, a tizennegyedik században élt olasz főúr, Bernabò Visconti hitveséről kapta. Róla annyit lehet tudni, hogy még életében elkészíttette emlékművét, és fel is állíttatta a San Giovanni-templom főoltárának tövében. A legenda szerint azért, hogy a hívők, miközben mindennapos imájukat mondják, már jó előre az ő lelki üdvéért is könyörögjenek. Felesége is hitbuzgó asszony volt, ő templomalapításával kívánta elérni túlvilági üdvösségét.
Az operaház építését Mária Terézia rendelte el, miután a város egyetlen színháza, amely az operaelőadásoknak is otthont adott, a Teatro Regio Ducale 1776. február 26-án tűzvészben elpusztult.
A Scala megalapítását sok minden tette időszerűvé. Először is az olasz nép zenei igényessége, valamint a házi hangverseny intézményének időszerűtlenné válása, amelyet már a 18. században kinőtt az opera. Ugyanakkor szükség volt olyan új intézmények megalapítására, amelyek az énekesek számára megbízható jövedelemforrást biztosítottak, hiszen abban az időszakban a legtöbben csak kedvtelésből énekeltek, mindenkinek megvolt a maga egyéb foglalkozása. Az ország fejlődése, valamint a városi polgárosodás nem bírta tovább, hogy a művészet csak a hercegi udvarok privilégiuma legyen, amelyek korábban saját zenekart és énekestársulatot tartottak fenn.
Az operaszínpad megépítését Giuseppe Piermarinire bízták. Az építész Folignóban született 1734-ben és Milánóban halt meg 1808-ban. Luigi Vanvitelli, az iskolát teremtő olasz építőművész tanítványa, lelkes híve volt. Igazi népszínházra gondolt. Kora technikai felkészültségét meghaladó, ötezres befogadóképességű, egyszerű és méltóságteljes épületre, amelynek fő célja minél több zenerajongónak állandó hajlékot adni.
Az egykori költségvetés nem ad megbízható prognózist a későbbi valóságos költségek értékelése tekintetében. Bár Ausztria 200 000 aranykoronát szánt az ügyre, igazi közadakozásról nem lehetett szó, központosított pénzgazdálkodásról sem, a mecénások gyorsan kihátráltak, így aztán a színház végül 3600 néző számára épült meg.

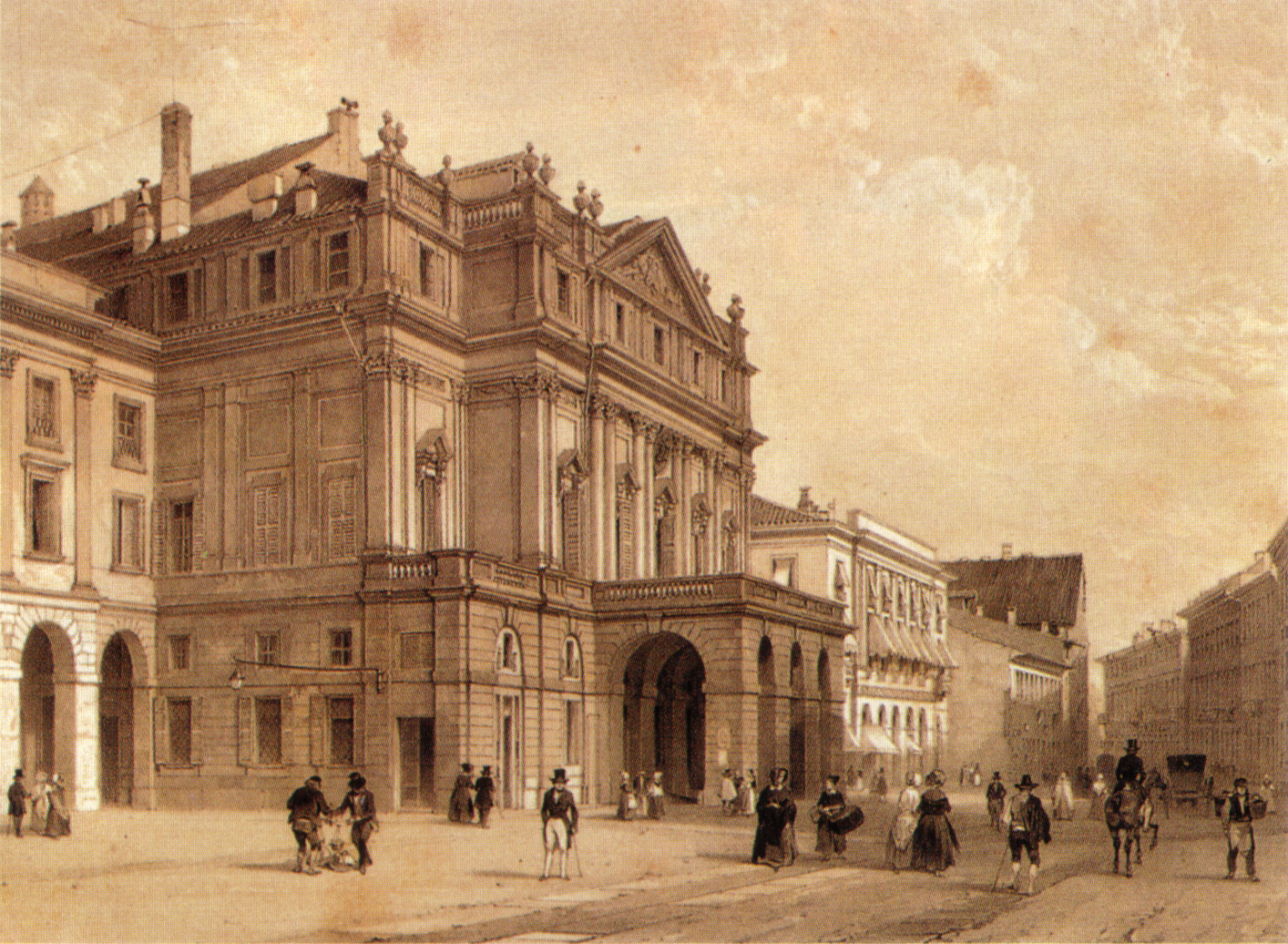
A Scala a 19. században

1778. augusztus 3-án Salieri L'Europa riconosciuta című operájával nyitották meg, és hírneve ettől kezdve töretlenül növekedett. A milánói Scala, amely a nápolyi San Carlo után Itália legnagyobb színháza volt, igazi zenei központtá tudott válni. Talán azért is, mert a közönség állandóan támogatta, magáénak érezte a színház ügyét (ellentétben Nápollyal, ahol a királyi udvar támogatta). De szerepet játszott ebben a világhírű zenekiadó Ricordi cég is. A Scala a közönséget, az előadóművészeket egyaránt vonzotta, ezt segítette még Ricordiék bőkezűsége, nagyvonalúsága, kísérletező kedve a neves zeneszerzőkkel, aminek köszönhetően a 19. század nagy zeneszerzőinek bemutatkozása és legtöbb diadalmas sikere ide kötődik (pl. 1839-ben Verdi, 1889-ben Puccini stb. )
A Scalát indulása első évtizedében egy főnemesi vállalkozó-társulat irányította mind gazdasági, mind művészi vonatkozásban (Castelbarco gróf, Fagnani és Calderata márki, Rocca-Sinibalda herceg). Az színházhoz egy óriási kaszinó is tartozott több hatalmas teremmel, melyekben az előadások előtt a tehetősebbek hatalmas pénzösszegeket bocsátottak játékba. Ez biztos jövedelmi forrást is jelentett a operaház számára. Amikor a későbbiekben az osztrák császár megtiltotta a nyilvános szerencsejátékokat, a vezetőség a páholyok bérlésével próbálta pótolni a kieső bevételeket. Az előkelő milánói családok valóságos versenybe és licitbe szálltak. Az évi bér általában 50-100 Lajos-arany, de néha – a virágzás, a béke esztendeiben – 200 aranyat is megfizetnek a művészbarátok. A Scalában megbízható becslés szerint az alapítást követő évtizedekben évi tíz-tizenkétezer ember fordult meg, jó részük természetesen törzsközönségként.
A Scala alapítási évében az olasz operát Cimarosa és Paisiello uralták, akik elsősorban a nápolyi színházban előadott operáiknak köszönhetően voltak ismertek. A Scala fellendülésének éveiben azonban mindkettejük csillaga leáldozott: Cimarosát Nápolyban börtönbe vettette Mária Karolina királyné, és az embertelen bánásmód miatt 1801. január 11-én elhunyt, Paisiello jóval később, 1816-ban halt meg. Így Rossini megjelenéséig az olasz operaművészet terén nem történt átütő esemény. A színház vezetősége két módon is segített a helyzeten. Az egyik: teret hódítottak az egy énekeshez idomított, hasonlíthatatlan, káprázatos tehetségéhez, csodaszámba menő hangregiszteréhez mért produkciók. Ezek a korabeli sztárok tetszés szerint alakították szólamukat, szerepüket 2-3 variációban is megtanulták, hogy pillanatnyi hangulatukhoz, hangbéli állapotukhoz kényszerítsék a produkciót. A virtuóz szabad kadenciák kora volt ez, a dalnokok voltak a főszereplők, egy-egy sikeres est középpontjává, értelmévé emelkedtek. Sőt, a tiszavirág-életű művek eredendően az előadóművésszel számolva íródtak. A másik módszer a balett volt. A társulatot Salvatore Vigano alakította ki és az egész országból összegyűjtötte a leghíresebb táncosokat. Mindent ő irányított, még a zenét is maga formálta, ízlésének és a szükségletnek megfelelően. Korszerű előadóstílust honosított meg, nagyszabású színpadképekkel dolgozott. A hatásos csillogást jól társította a mélyebb kifejezőerővel. Ezt, a különösebb jelentőségű operabemutatók nélkül zajló időszakot a Scala-beliek interregnumnak hívják. Ugyanekkor alakult ki az operaház alapszabályzata is. Ekkor vezették be az évi négy stagionét (évad). A milánóiak az idényekben péntek kivételével mindennap előadást élvezhettek. Egy-egy opera vagy táncjáték átlag harmincszor ment, méghozzá szinte egymás után, igen rövid megszakításokkal. Az első három előadást a szerző volt köteles irányítani. A megoszlás az alapítás esztendejétől: évenként három új opera, ebből kettő ősbemutató, egyenesen a színház számára, továbbá: négy táncjáték, két komolyabb és két tréfás tárgyú.

### Rossini

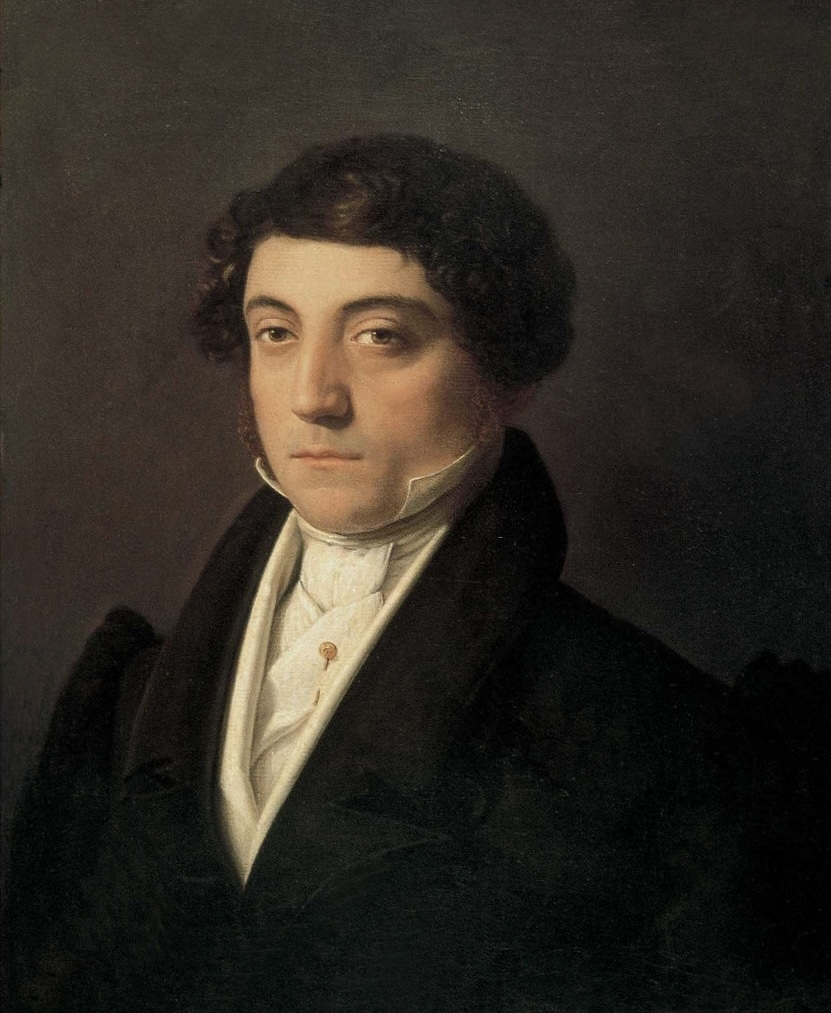
Gioachino Rossini

Rossini huszonegy évesen, 1812-ben mutatkozott be Milánóban A szerelem próbája című operájával. Túl volt már első sikerein, számos itáliai városban bemutatkozott már. Tomboló sikert aratott a Scalában, de jószerivel támogatói, az általuk képviselt stílus és cél ellenében. Betör az olasz színpadra Rossini forradalma: a commedia dell’artéval szembeszegülő, autonóm szabályzatú, tökéletesen célszerű és mindent az alkotó zenei mondanivalójának alárendelő opera, a részeket az egész szolgálatába állító, korszerű zene. Sokan azzal vádolták, hogy a régi szép idők énekes-kultúrájának hanyatlását okozta, ami igaz is volt, hiszen őáltala az operaelőadások művészi rangja az instrumentális zene rangjára emelkedett. Csökken bizonyos hangvirtuozitások ázsiója, növekedett viszont azoké az énekeseké, akik a szöveg és zene körvonalazta jellemeket keltették életre.
Az új követelményeknek az addig nagy szabadsághoz szokott énekesek is próbáltak ellenállni, hiszen szerintük a tehetségüket csorbította a karmester és zeneszerző azzal, hogy kényszerítette őket az előírt szólamok hű leéneklésére. Giovanni David, a kor legjelesebb tenorja is állandóan rögtönzött, azonban a Rossini nevével fémjelzett időszakban ő is menthetetlenül háttérbe került. Giovanni Battista Velluti, az utolsó világhírű kasztrált nem talált magának szerepet az új opera korában. A megváltozott körülmények további áldozata volt Marchesi, a híres milánói szoprán, aki pályája utolsó esztendeiben csak úgy volt hajlandó énekelni, ha bármelyik opera belépőjét lóhátról énekelheti, legalább hat lábnyi tollbokrétás sisakban illetve Crivelli, aki ragaszkodott minden első áriájában a felice ognora szavakhoz, amelyek trillázási technikájának legjobban megfeleltek. A fiatal mester könyörtelenül letörte az egyénieskedők szarvát és engedményekre csak akkor volt hajlamos, ha valami különös – rendszerint érzelmi – ok indokolta, mint például Isabella Colbran esetében, akine nagy kifejezőerejéhez, de fogyó hangjához szerelmes alázattal alkalmazkodott. A későbbiekben feleségül vette.
Két évre rá, 1814 őszén két operát is szerzett a Scala számára a termékeny és hallatlanul gyorsan komponáló mester. Az Aureliano in Palmirát a karneváli idényben mutatta be a Scala. A főszerepet a nagyhírű tenor, Davide hangjára írta, aki azonban kanyaróban megbetegedett és helyét Luigi Mari vette át, akinek mélyebb hangja miatt a szerző kénytelen volt átkomponálni a darabot. Az operában Velluti is helyet kapott és fittyet hányva a szerző utasítására saját kedve szerint énekelte szerepét. A sztárjait kedvelő Milánó ünnepelte a kasztrált virtuozitását és csúfosan megbuktatta a zavaros körülmények, viszontagságok között született művet. A további Rossini-bemutatók (La gazza ladra, 1817, Bianca és Falliero, 1820) nem jelentenek különösebb zenei eseményt Milánóban. A szerző legfontosabb műveit inkább Rómában és Nápolyban mutatta be; ott nyerte meg döntő csatáját. Kapcsolata Milánóval azonban sem szakadt meg és új törekvései erős nyomot hagytak maguk után a Scalában is.

### Mozart

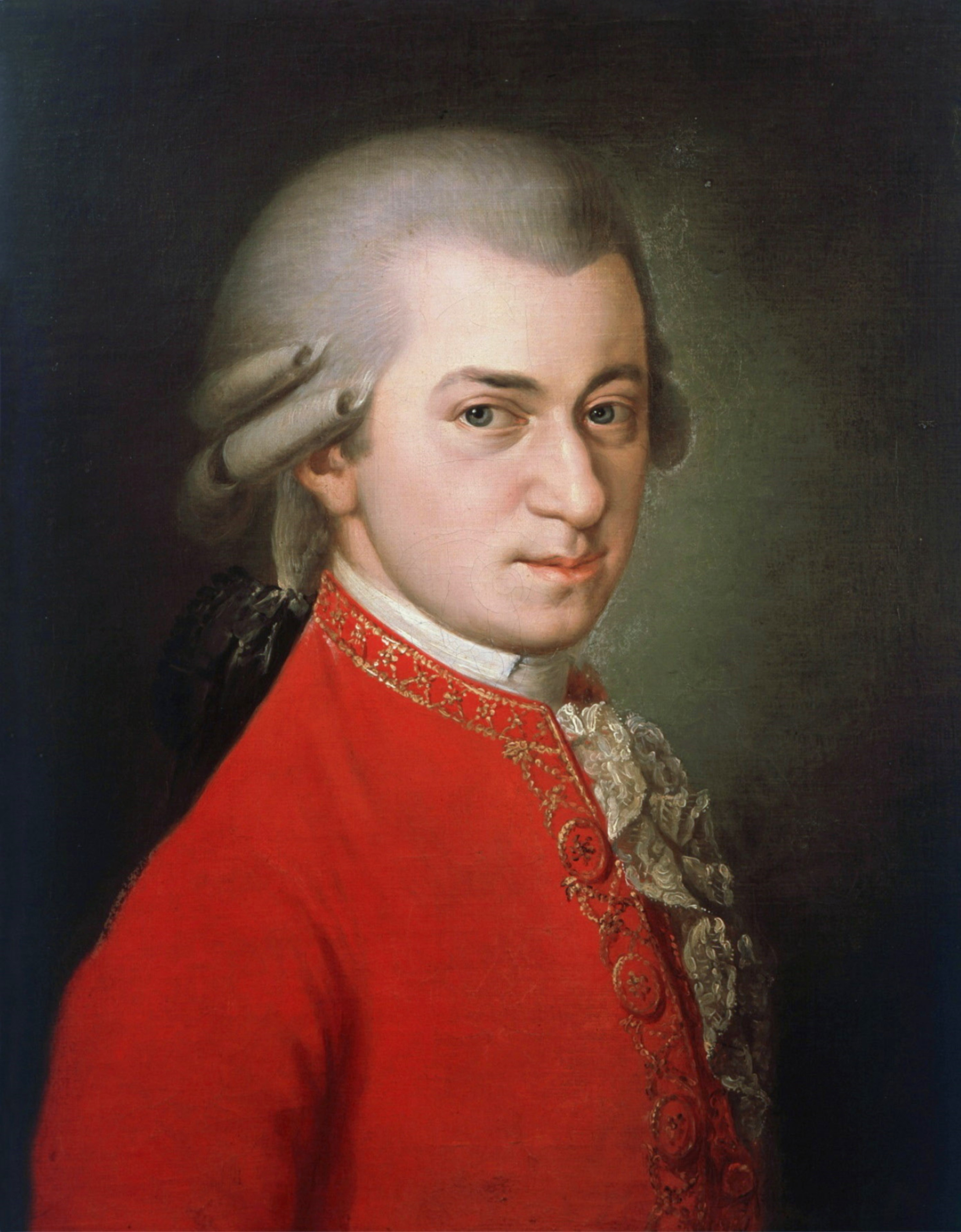
Wolfgang Amadeus Mozart

Mozart, a korabeli operaszínpad felülmúlhatatlan mestere már gyermekkorában kapcsolatba került Milánóval. Tizennégy esztendős volt, amikor a Mitridatét, tizenhét pedig, amikor a Lucio Sillát bemutatták. Nagy sikere azonban nem bizonyult tartósnak, és a hazai szerzők csakhamar kiszorították a műsorból.
1803 körüli, első jelentős posztumusz sikerei után újra felfigyeltek rá Itália zenebarátai. De inkább csak azért, hogy mérges előítéletekkel akadályozzák az életmű itáliai kibontakozását: „Rossz olasz, aki csodálni tud olyan zenét, amit idegen ír" - írták róla. A kritikusok Mozart uralkodó zenekarát kifogásolták leginkább, amely szerintük elnyomta, megbilincselte az ének szabad áradását. Itt tehát az érvek nagyjából megegyeznek azokkal, amelyek Rossinit fogadták annak idején.
A Szöktetés a szerájból sikertelen előadás-kísérlete után Rómában 1811-ben megpróbálkoztak a Don Giovanni színrevitelével. A gyengén megszervezett előadás azonban bukás volt. A darabot 1814-ben mutatták be a Scalában. A színház mindent megtett a siker elérése érdekében és az nem is maradt el. Ennél nagyobb siker volt az egy évvel később bemutatott Figaro házassága. Viszont a A varázsfuvola 1816-os bemutatója bukás volt, de a sikertelenség emlékeit a Don Giovanni felújításával sikerült feledtetni.

### A konszolidáció évei
Az 1820-as évektől kezdve lassanként mindenki beletörődött az operaszínpad reformjába és az énekkel egyenrangú zenekar és a kötött énekszólam győzelmébe. Tehát Rossini újításai sikerrel beépültek az opera világába. Ugyanakkor az itáliai operaházakat is sorra meghódító Mozart-művek emelték a mércét a minőséget illetően. A darabok színvonala túlságosan magas mértéket szabott sok felületesen szórakoztató olasz komponistának. Nagyon megdolgoztatta a szabadossághoz szokott zenekart és az önmagukat csillogtató szólistákat.
A Scala a 19. első évtizedeiben tökéletesen felkészült volt, bármilyen nehézségű előadás lebonyolítására és a maga műfajában a világ egyik legfejlettebb zenekolosszusának számított. Az előadások este hétkor kezdődnek, kivéve nyáron, amikor háromnegyed kilenckor. A műsorok legtöbbször éjfél után egy órára fejeződtek be. Szinte mindig több művet élvezhetett a közönség és egyazon művet is ritkán hallott azonos beállításban; minden héten valami új szenzáció szolgált a törzsközönség örömére.
Minden egyes operának, minden táncjátéknak új díszlete volt. Jeles festők alkották ezeket és önmagukban is mesterműveknek számítottak. Évenként száz-százötven új színpadképet készíttetett a Scala elsősorban Pregio Sanquirico és tanítványa, Tranquillo által. A díszletek mozgatása a kor legmagasabb technikai színvonalán történt. Az előadások nem-zenei kivitelezői is nagy becsben álltak városszerte: egy-egy képzőművészért vagy jó hírű színpadi mesteremberért több színház is versengett és míg az egyes stagionék társulata változott, hiszen a legjelesebb énekeseket külföldi szerződések kötötték a kiterjedő művészi csereforgalom első évtizedeiben, a csoportos személyzet kevés kivételtől eltekintve állandó volt. Ez a pompás kivitelezés a zene szempontjából ínséges esztendőkben pótolta a műélményt.
A húszas évek végén nagy renoválási műveletek kezdődtek a Scala épületében. A külső és belső munkálatok esztendőkig is elhúzódtak. A játéktermeket átalakították, hogy a márvány-burkolatú előcsarnok és a szalonszerű kisebb helyiségek térfogatát növeljék. Átalakították a díszletek tárolásának módját is, ezáltal értékes tereket szabadítva fel az épületben.

### Donizetti és Bellini

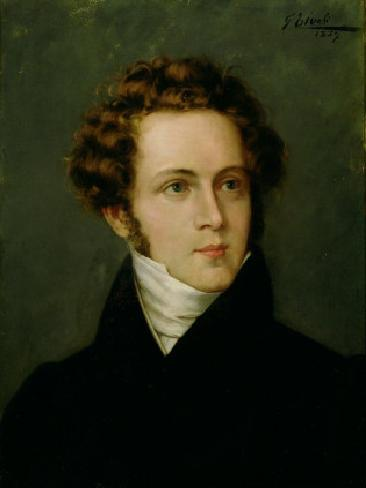
Vincenzo Bellini

A Rossini fémjelezte újítási korszak és Verdi megjelenése közötti időszakban az olasz opera világát két zeneszerző uralta: Gaetano Donizetti valamint Vincenzo Bellini.
Donizetti sikereinek színhelye azonban leginkább a velencei Teatro La Fenice volt, a Scala pedig jórészt csak másodkézből értesült remekműveiről. Barátját és egyben az olasz zenei élet kedvencét, a cataniai születésű Bellinit azonban megismerhette a Scala közönsége. Ekkortájt Milánóban élt, itt mutatták be 1827-ben első művét, az Adelson és Salvinit kevés sikerrel. Második bemutatója, a Pirata aztán osztatlan sikert aratott, ugyanebben az esztendőben, pontosan fél év múltán, a Scalában. Rubini és Dalande vitte sikerre a művet, amelynek bírálatában ezt írta a Gazetta dei Teatri: Új színt és jelleget adott a zenének, és egy igazán új operát mutatott be nekünk.
Ebben az időben már vonzó s egyszersmind félelmetes híre volt a Scalának. A tetszés- és nemtetszés-nyilvánítása roppant heves volt: a sikereket hatalmas tapsvihar fogadta, a bukásokat pedig hatalmas füttykoncert, sőt néha záptojás, rothadt paradicsom is repült a színpad felé. A tetszésnyilvánítás szokása napjainkig fennmaradt az operaházban: Roberto Alagnát 2007-ben kifütyülték a színpadról, mert rosszul énekelte Radames áriáját Verdi Aidájában. Bellini hírnevét a Norma című operájával alapozta meg, melyet 1831-ben mutattak be az operaházban hatalmas sikerrel, és melyet a bel canto műfaj egyik legszebb darabjaként tartanak számon.

### Verdi

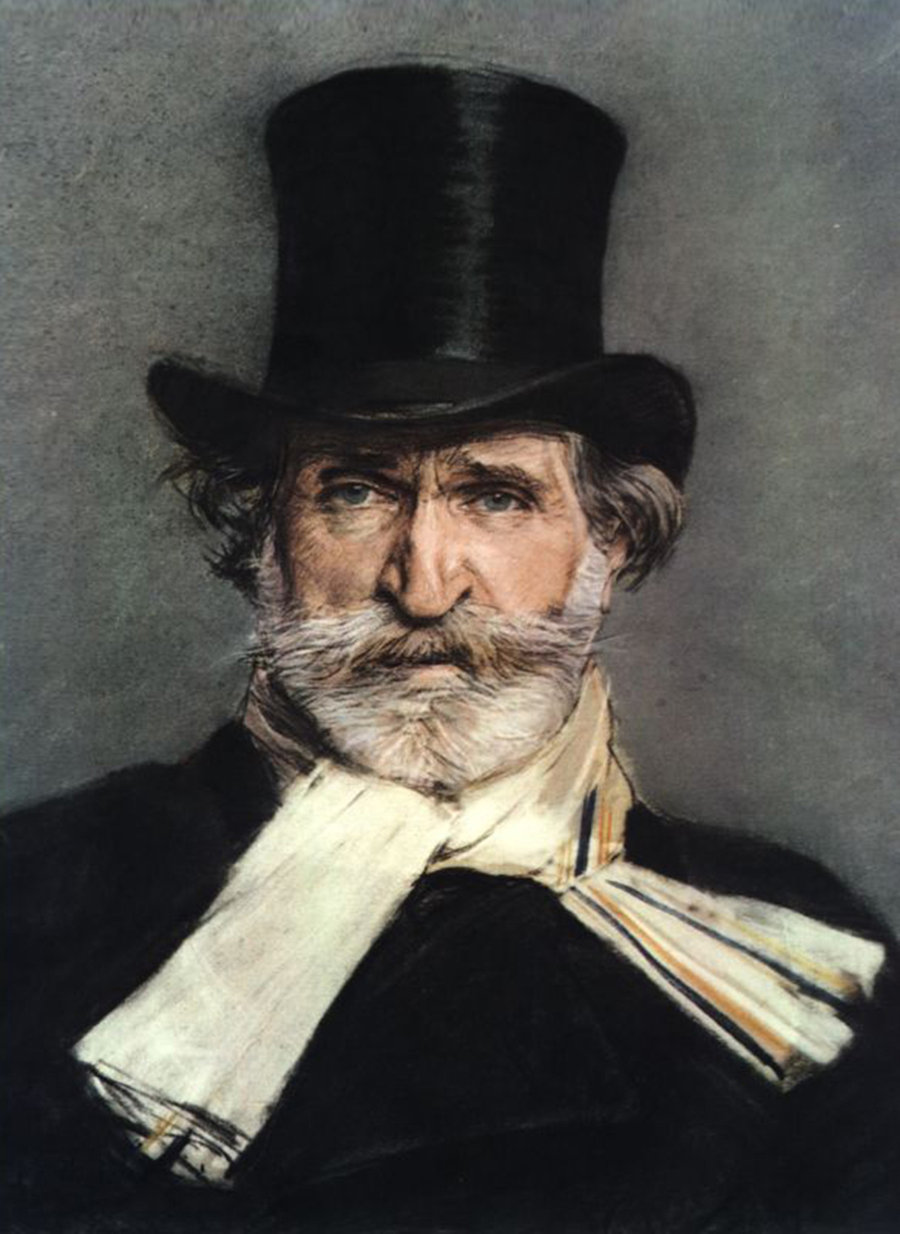
Giuseppe Verdi

A 19. század második felére a Scala fokozatosan átalakult. Míg az első ötven évének története azoknak az uraságoknak a története, akik páholyukkal a zenei irányítás jogát is megvásárolták maguknak, addig ebben az időszakban már a társadalmi igény és az autonóm zenei fejlődésének története. A század legelső esztendeiben csak elszórt carbonari-csapatok harcoltak a nemzet egyesítésének ügyéért. A harc akkor élesedett ki, amikor a mozgalom egységessé vált, és a nemzet többsége csatlakozott hozzá. Ez a többség szállta meg lassanként a Scala nézőterét is. A városi polgárság törzshelye a karzat volt, melyet tréfásan Olympusnak neveztek és sok esetben ez volt az a hely, ahol a tömeg eldöntötte egy-egy mű – sőt nem egy esetben a zeneszerző – sorsát. A város ebben az időben osztrák fennhatóság alatt állt, és az alkalmazott cenzorok elsődleges feladata az volt, hogy megakadályozzák az egyre erősödő nemzeti öntudat beszivárgását a művészetekbe.
Verdi első operáit (Oberto, San Bonifacio grófja, A pünkösdi királyság) a Scala mutatta be, azonban a művész számára az igazi áttörést a Nabucco 1842-es bemutatója hozta meg. A lombardokat 1843-ban mutatták be, míg a Giovanna d’Arcót 1845-ben. Noha operái hatalmas sikernek örvendtek a milánói közönség körében, Verdi csak 1887-ben tért vissza ismét operával a Scalába Arrigo Boito unszolására, aki utolsó két operájának, az Otellónak és a Falstaffnak a szövegkönyvét írta. A maestro 1879 júliusában a Scalában egy jótékonysági koncertet tartott az árvízkárosultak javára. A 19. század végén az operaház tömegével vonzotta Itália jobbnál jobb művészeit, akik megtiszteltetésnek valamint tehetségük elismerésének tekintették, ha néhány évet tölthettek az ekkor már elismerten, köztudottan legjobb olasz zenei intézménynél. Kétségtelenül Verdi, az olasz operazene legnagyobb mestere uralta az 1880-as és 1890-es éveket a Scalában, és a színház történetében ez számít az egyik legsikeresebb időszaknak.

## Puccini

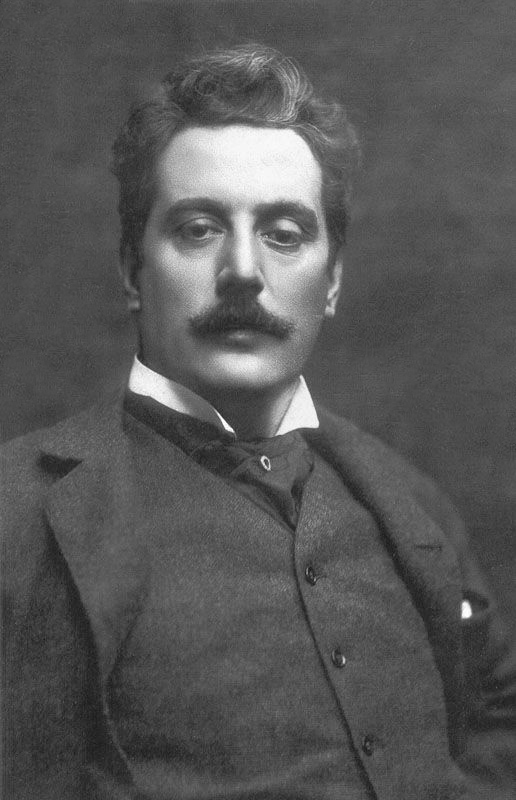
Giacomo Puccini

A 20. századba az operaház azonban Puccini műveinek jegyében lépett át. A maestro karrierje 1884. május 31-én a Teatro del Vermében indult a Le Villi című operával. Sikerének köszönhetően következő művét, az Edgart már a Scalában mutatták be. A Scala közönsége lelkesen ünnepelte a fiatal szerzőt, akiről ekkoriban már köztudott volt, hogy Verdi nagyra tartja, félig-meddig utódjának tekinti. Az opera, sok gyengesége miatt nem bizonyult életképesnek, és csakhamar lekerült a műsorról, Velencében, Ferrarában, Madridban és Buenos Airesben sem tudott életképessé válni. S ez a részleges sikertelenség Puccini és a Scala kapcsolatát is megszüntette egy időre. Játszottak ugyan Puccini-műveket, ezek azonban nem bemutatók volt, bár mindig feltűnést jelentenek a Scala életében. Puccini 1904-ben próbálkozott meg egy milánói ősbemutatóval, annak ellenére, hogy a ház vezető karnagya, Toscanini rossz véleménnyel volt a Pillangókisasszonyról. Az opera rossz fogadtatásban részesült, ami arra késztette a zeneszerzőt, hogy átdolgozza a művet. Az új változatot Bresciában vitték színre, ezúttal hatalmas sikerrel.

## A századforduló évei

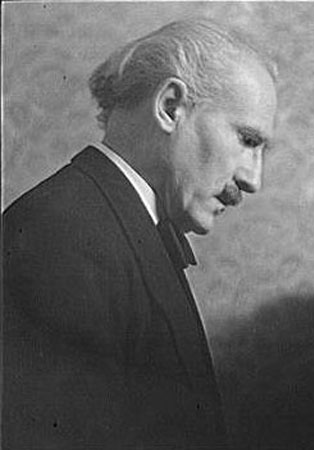
Arturo Toscanini

A századforduló évei Puccini művei mellett nem hoztak világraszóló szenzációt a Scala műsorában. A nagy ősbemutatók korszaka lezárult, ettől kezdve ritkaságszámba ment az először jelentkező remekmű Milánóban. De ez általános jelenséggé vált, ekkor kezdődött el a műfaj, a színpadi zene válsága. A kor valamennyi kritikusa, elméleti szakértője példátlan dekadenciáról, nagy hanyatlásról beszélt, olyan intervallumról, amelynek senki sem látta a végét és sokan kétségbe vonták, hogy a kibontakozás lehetséges. A közönség most már magáról szeretett hallani a színpadon; a kifáradt romantika már nem volt képes a kor érzelmeit, az új idők szellemiségét magas színvonalon összefoglalni. Az új zene pedig még nem vette birtokába a patinás zenei intézményeket. A századforduló legtöbb műve – az átmenetet jelző Puccini és Strauss a nagy kivétel – vagy a régi, konvencióvá meredt kifejezési formák apró módosításaival igyekezett alkalmazkodni a sürgető, változott igényekhez, vagy pedig befejezetlen, kísérleti állapotukban, a világos megfogalmazás, az érvényesség komoly igénye nélkül kerültek színpadra és tűntek el csakhamar a műsorrendről.
1898-ban reformot határozott el a Scala. Több zenei intézményben meghonosodott már, hogy a marakodó direktóriumok helyébe vagy mellé felelős zenei vezető került, aki a művészi természetű kérdésekben döntött. Eddig hosszú esztendőkön át hármas vezetőség irányította a házat: Guido Visconti di Modrone herceg pénzügyi vezető; Arrigo Boito a műsorrend felelőse volt; Giuseppe Gallignani, a milánói Konzervatórium vezetője a művészek ügyeivel foglalkozott. Ez sok nézeteltérést okozott. Zenei vezetőnek sikerült megnyerniük Arturo Toscaninit, aki akkoriban már nagy népszerűségnek örvendett. Toscanini a tőle megszokott eréllyel és becsvággyal kezdett munkához. A milánói jobb társaság azonban ellenszenvvel fogadta. Hallottak már szokásairól, mindent a művészet szolgálatába állító makacsságáról, sőt gorombaságáról. Hét világpremier állt ekkor a háta mögött, köztük a Bohémélet és a Bajazzók. A milánóiak azonban inkább olyasmiről suttogtak, hogy a mester szeret a nézőkre rákiabálni, nemegyszer faképnél hagyja az előadást és a nőknek bizonyára le kell majd venniük előadás alatt tollbokrétás kalapjukat, ami zavarja a látást. Egyesek szerint a mester őrült, és a nagy előd, Faccio sorsára fog jutni, akit A nürnbergi mesterdalnokok olaszországi ősbemutatójakor idegkimerültsége juttatott tébolydába. Toscanini is a Mesterdalnokokkal kezdte pályafutását. A bemutatkozó előadás tomboló siker volt. A vezetőség Toscaniniben látta a fellendülés lehetőségét, a művészek, azonban kifogásolták fegyelmét és őrmesteri szigorát. A maestro nem rajongott az öncélú virtuozitásért, ismétléseket csak a legritkábban engedélyezett és ezzel kiváltotta a művészek ellenszenvét, sőt egyesek már a bel canto gyilkosa jelzővel emlegették. Toscanini vezetősége idején voltak a Scala kiemelkedő énekesei: Enrico Caruso, Federico Carbonetti, Fjodor Ivanovics Saljapin, Francesco Tamagno, Mario Scotti, stb. Mivel egyre inkább sűrűsödtek a Toscanini körüli botrányok, illetve ekkor érkezett meg a meghívás a New York-i Metropolitanbe, 1904-ben a maestro Amerikába utazott. Amerika más vérveszteséget is okoz a milánói Scalának. A Metropolitan rendre elcsábította a híres énekeseket: Caruso és Scotti is odaszerződött.
Toscanini milánói munkájának lanyhulásával sem állt meg az élet a híres dalszínházban, a régi sztárok hamarosan kiöregedtek, helyüket újak veszik, mint például Giuseppe de Luca, aki 1903-ban debütált az operaházban. A század első évtizedében kezdte meg pályáját a világhírű basszbariton, Nazareno de Angelis valamint Scotti utódja Riccardo Stracciari. Két neves karmester is vezényelt a Scalában ezekben az esztendőkben, Edmondo Vitale, majd az olasz operák irányításának mintaképe, a heves temperamentuma ellenére is pontos, munkabírásáról híres Tullio Serafin. Fejlődött a nagy hagyományú, de a század végére elsorvadt olasz táncművészet is. Tovább fejlődött és a technika haladásával új inspirációkat kapott a színpadkép. Bővült a műsorrend, mert apadóban az olasz közönség – kivált a milánóiak – igen erős sovinizmusa. A század végén megjelenő és nagy sikereket arató Wagner-művek után sorozatosan színre kerül a többi külföldi nagyság is, ami háttérbe szorította a hazai szerzők műveit. Sikeres milánói szerző lett Csajkovszkij és Muszorgszkij is. A nemzeti repertoár inkább másodosztályú művekkel gazdagodott.
A színház épülete ebben az időszakban keveset változott. A 20-as 30-as évek épületbővítése főképpen erkélyekkel gazdagította a házat. A század végén az ülőhelyeket csoportosították célszerűbben. Gyakori volt a pénzhiány, mert a mecenatúra intézménye korszerűtlenné vált. Nagy konkurenciát jelentettek az operaháznak Amerika és Európa többi házai is, de a konkurencia Olaszországon belül is kiéleződött.

### A 19. század első fele

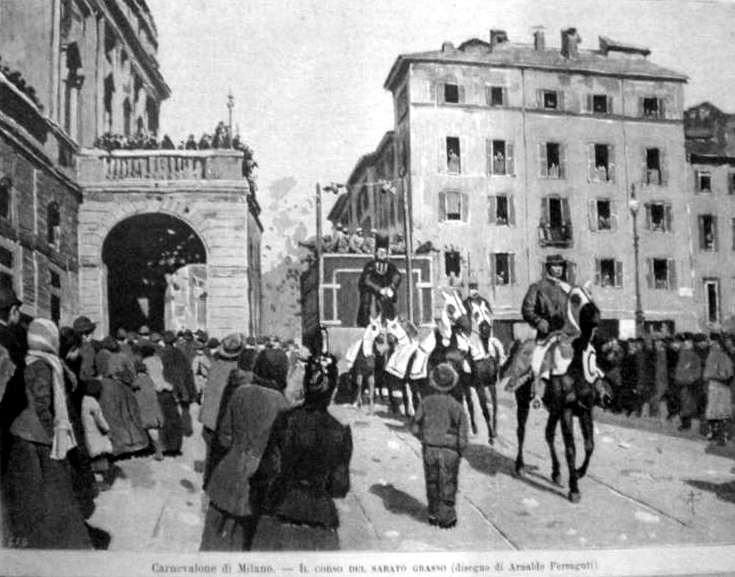
Karnevál 1893-ban a Scala előtt

Toscanini távozása után és az első világháború befejeztével záruló korszak kevés eseménnyel gazdagította az operaház történetét. Ebben az időszakban, pontosabban 1912-ben nyitott meg a Scala múzeuma. Az ötletgazda Giuglio Sombon volt, akinek felhívására rövid időn belül impozáns kiállítási anyag gyűlt össze: Paganini egy olajképe, amelyet a 19. század Londonban nevelkedett mestere, Giorgio Patten festett; Vincenzo Gemita Verdi bronz mellszoba; egy Donizettiről készült olajfestmény; Rossini egy ifjúkori képe; egy Belliniről mintázott mellszobor; egy 1740-ben készült 12 húros milánói mandolin ébenfából, elefántcsont-berakással; egy 17. századbeli 14 húros rózsadíszítésű lant; egy 45 billentyűs, négyszögletű spinét mozaikberakással. Ezen felül számos távol-keleti hangszer; olaszországi népi hangszerek; híres zeneszerzők levelei, kottái, kéziratai; érem- és plakettgyűjtemény. Külön terem van szentelve a Scala híres énekesei relikviáianak.
Egy esztendővel a múzeum megnyitása után kitört a háború. Olaszország hadbalépése után a művészeket a Vöröskereszt-hangversenyek foglalták le, világszerte csökkentek a fellépti díjak, mert a közönség is megcsappant, sokakat elszólított a katonai szolgálat. Az előadások száma ritkult. 1917-ben a Scala bezárt és csak a háború lezárulásával került elő megnyitásának terve. Ekkor azonban már nyilvánvalóvá vált az intézmény nehéz pénzügyi helyzete, ugyanis Oberto Visconti herceg halálával a dalszínház utolsó mecénása is meghalt. A városvezetés ekkor úgy döntött, hogy a színházat községesítik, ami azt jelentette, hogy a gazdasági ügyeit minden vonatkozásban a városhoz kapcsolják. Ugyanakkor beszüntették a színház vezetősége által élvezett előjogokat is. A dalszínház számára a város éves szubvenciót szabott meg, ebből kellett gazdálkodnia. Közösségi gyűjtéssel sikerült több millió lírát összegyűjteni az épület renoválására is ami már nagyon időszerűv volt. Annak érdekében, hogy az egységes művészi vezetés is biztosítva legyen ismét felkérték Arturo Toscaninit, hogy vállalja el a dalszínház zenei irányítását. Első fő feladata a személyzet átalakítása volt. 1920-ban megalakult a színház önálló zenekara. Tagjai hosszúlejáratú szerződéses munkaviszonyban áltnak az operaházzal. Ennek nagy előnyei is voltak, hiszen a korszerű operakultúra nem tudta nélkülözni a jól összehangolt, állandóan gyakorló zenekart.
Mivel az épület rekonstrukciója elhúzódott Toscanini a Scala együttesével 1920. november 20-án hajóra szállt és az Egyesült Államokba utazott egy turnékörútra. Következő év áprilisában tértek vissza, azonban a felújított Scala csak december 26-án nyitotta meg kapuit. Az átépítlsnek egy része azonban még nem fejeződött be, a színpad rnögötti épületrész renoválása nem sikerült. Újabb hat hónapos kényszerszünet után Verdi Falstaff című operájával nyitották meg ismét.

### A fasizmus idején
Benito Mussoli hatalomrakerülésével a fasiszta államvezetés felügyelete alá vonja az operaházakat is. Az első súrlódást a Scala és a politika között Mussolini azon rendelete váltotta ki, hogy képét a királyéval együtt minden dalszínház függessze ki feltűnő helyre. Ezt Toscanini megtagadta, és 1929-ig, a maestro távozásáig a Scala volt az egyetlen operaház az országban, ahol nem volt kifüggesztve a Duce képe. Egy másik súrlódás volt, hogy Toscanini megtagadta azon rendelet végrehajtását, miszerint ünnepnapokon minden előadás előtt el kell játszani a fasiszták himnuszát, a Giovinezzát. Ez az ügy minden évben eljátszódott. 1926-ban már küldöttség kereste fel Toscaninit, hogy ne élezze tovább a helyzetet. Toscanini ekkor sem tágított, szerencsére az ügy elsimult, méghozzá úgy, hogy megint bezárták a színház kapuit, hosszabb időre, ezúttal azért, hogy Puccini posztumusz operáját, a Turandotot próbálják. A bemutató előtt megint nézeteltérések támadtak Mussolinival. A Duce nem volt hajlandó részt venni a bemutató előadáson, amíg Toscanini nem játszatja le a zenekarral a Giovinezzát. A színház vezetősége felkereste az idős karmestert, aki kijelentette, hogy ebben az esetben nem vezényli le az előadást, ami tulajdonképpen azt jelentette volna, hogy a bemutató elmarad. A Scala vezetősége azonban a bemutató, azaz Toscanini mellett foglalt állást. A karmester végül 1929-ben úgy dönt, hogy ismét búcsút mond a Scalának és visszatér Amerikába. Az ok: nem egyetlen incidens, hanem hosszú folyamat. A fasizmus légkörét elviselhetetlennek találta, Mussolinit gyűlölte. A társulatot azonban nem akarta veszélyeztetni, és tudta, hogy az intézmény sorsa többek között az állami szubvención állt vagy bukott.
Toscanini távozásával új korszak kezdődötta milánói Scala életében. Ezt a korszakot a Scala krónikásai sem tartják a nagy hagyományú intézmény legfényesebb, legeredményesebb periódusának. Toscanini távozása után Tullio Serafin irányította a zenekart, majd Sabata.
A második világháború megint árnyékot borított a zenei intézmény fényére. A szakértők eddig is sűrűn panaszolták, hogy nehéz igazán jól pezsgő zenei életet teremteni és fenntartani, amikor embertelen és művészeten kívüli szempontok törnek be a művészet birodalmába, ami a humánum birodalma is kell, hogy legyen. Sok áldozatot szedtek a faji megkülönböztetés törvényei is. Nagyszámú emigráns hagyta el az országot, köztük természetesen elsősorban olyanok, akik biztosak voltak külföldi megélhetésükben. Ezekre az időkre esik a második nagy hullám, amely a New York-i Metropolitanre zúdul. Ezúttal nem elsősorban a szólisták, hiszen ők nagy névvel a tarsolyukban még a jég hátán is megéltek, inkább a csoportos személyzet tagjai keltek vándorútra, amikor egyre nyilvánvalóbbá vált, hogy Olaszország is belép a háborúba. Az olaszországi partraszállás aztán szinte tökéletesen megakadályozta a Scala folyamatos működését, ami a súlyos bombázások miatt eddig is alaposan meg volt nehezítve. A második világháború befejezése után hatalmas csődtömeggel találkoztak, akik újra életre akarták kelteni tetszhalálából a milánói Scalát.

### A második világháború után

A Scala nézőtere

A második világháborút a Scala megszenvedte, többször is bombatalálatok érték. Az épület rekonstrukciója mellett a vezetőség másik fő feladata a társulat újjászervezése volt. Ismét Toscaninihoz fordultak, aki csak 1946-ban vállalta el a színház társulatának újjászervezését, miután a királyt, akit gyűlölt mivel az támogatta Mussolini rezsimjét. Toscanini 1950-ig volt ismét a dalszínház művészeti vezetője. Számos neves előadóművész visszatért ugyan a Scalába, de a társulat gerincét fiatal, feltörekvő tehetségek alkották, mint például a híres szopránok Renata Tebaldi és Maria Callas, a híres tenorok Giuseppe Di Stefano és Mario Del Monaco.
Az operaház hamarosan ismét válságba került, ugyanis az 50-es években a vezetőség megpróbálkozott a műsorrend változtatásával, aminek az lett volna a célja, hogy a korabeli honi repertoárt erősítse. Ez a kísérlet problematikusnak bizonyult, ugyanis nem sikerült a legnépszerűbb darabok hiányát pótolni.
1955-ben a vezetőség úgy határozott, hogy a nagy tömegvonzású műveket továbbra is műsoron kell tartani. Ezek rentabilitását, a sztárok szerepeltetését a régi, terjedelmes épület biztosíthatja. A kísérlet és a meghittebb hatásokra törő művek varázslata azonban másfajta környezetet kívánt. A kísérletek kockázatát sem lehet egy ekkora apparátus nyakába varrni. Ezért létrejön a Scala filiáléja, a Piccola Scala nevű kamara-operaház. Ezt a 2000-es években azonban megszüntették.
A Scala színpadán az elkövetkező években számos híresség énekelt (Carlo Bergonzi, Antonietta Stella, Ettore Bastianini, Mario Del Monaco, Giuseppe Di Stefano, Tito Gobbi, Renato Bruson, Luciano Pavarotti, Nicolaj Ghiaurov, Plácido Domingo, Teresa Berganza, Joan Sutherland, Katia Ricciarelli, Montserrat Caballé, Luis Alva, José Carreras, Marilyn Horne, Peter Schreier), akik egyértelműen hozzájárultak, hogy ismét elfoglalja helyét a világ legjobb operaházai között.

### A Scala az ezredfordulón

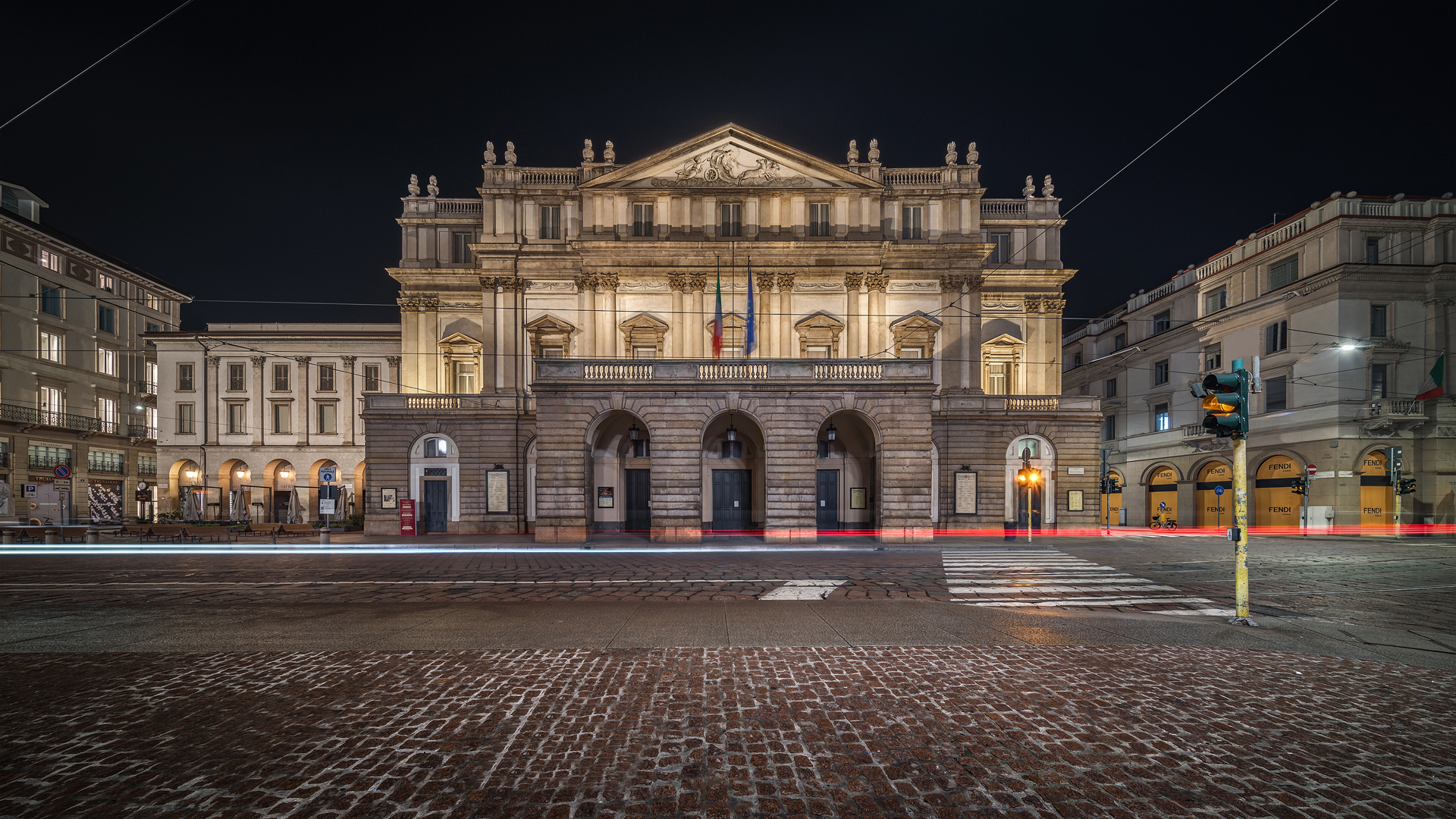
A Scala

Az operaházat 2001 decemberében ismét bezárták felújítási munkálatok miatt. A társulat 2004-ig a város szélén álló Teatro degli Arcimboldiba költözött, így nem volt szükség a műsor megszakítására. A felújítási munkálatokat Mario Botta vezette. A színpadot megnövelték ezáltal nagyobb, sokkal látványosabb díszleteket is fel lehetett állítani, javítottak a nézőtőtér akusztikáján és bevezették az elektronikus librettó rendszert a nézőtéri ülésekbe, ami által a közönség az eredeti nyelv mellett olasz vagy angol nyelven követheti az előadást. Az operaház 2004. december 7-én nyitotta meg ismét kapuit Salieri egyazon művével, Ricardo Muti vezénylése alatt. A felújítási munkálatok 61 millió euróba kerültek és ez az összeg csak 2006-ban térült meg.
A színház vezetősége 2005-ben Carlo Fontana igazgató távozása mellett döntött, helyébe Mutit szerették volna, ez azonban éles ellenállást sőt sztrájkot váltott ki a színészek és zenészek soraiban. A helyzet végül Muti lemondásával oldódott meg. A Scala új vezetője 2005 óta Stéphane Lissner lett.

## Vezető karmesterek
- Arturo Toscanini (1898–1908)
- Tullio Serafin (1909–1914)
- Tullio Serafin (1917–1918)
- 1918–1920 között az operaház zárva volt
- Arturo Toscanini (1921–1929)
- Gabriele Santini, segédkarmester (1924–1929)
- Angelo Scandiani (1929–1930)
- Anita Colombo (1930–1933)
- Victor de Sabata (1933–1953)
- Carlo Maria Giulini (1953–1956)
- Guido Cantelli (1956)
- Antonino Votto (1956–1965)
- Gianandrea Gavazzeni (1965–1968)
- Claudio Abbado (1968–1986)
- Riccardo Muti (1986–2005)
- Daniel Barenboim (2007–)

## Karvezetők a második világháború után
- Vittore Veneziani (1954-ig)
- Norberto Mola (1954–1963)
- Roberto Benaglio (1963–1971)
- Romano Gandolfi (1971–1983)
- Giulio Bertola (1983–1991)
- Roberto Gabbiani (1991–2002)
- Bruno Casoni (2002-től)

## Igazgatók
- Jenner Mataloni (1932–1943)
- Carlo Gatti (1943–1946)
- Antonio Ghiringhelli (1946–1972)
- Paolo Grassi (1972–1977)
- Carlo Maria Badini (1977–1990)
- Carlo Fontana (1990–2005)
- Stéphane Lissner (2005–)

## Ősbemutatók

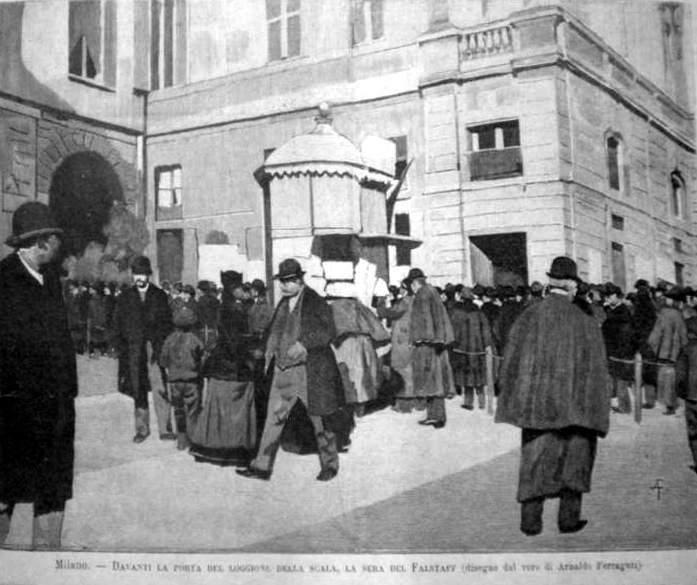
Tömeg az operaház előtt Verdi Falstaffjának ősbemutatója előtt

- 1778: Europa riconosciuta (Antonio Salieri)
- 1812: A szerelem próbája (Gioachino Rossini)
- 1814: A török Itáliában (Rossini)
- 1817: A tolvaj szarka (Rossini)
- 1827: Il pirata (Vincenzo Bellini)
- 1829: La straniera (Bellini)
- 1831: Norma (Bellini)
- 1932: Ugo, conte di Parigi (Gaetano Donizetti)
- 1833: Lucrezia Borgia (Donizetti)
- 1835: Stuart Mária (Donizetti)
- 1839: Oberto, San Bonifacio grófja (Giuseppe Verdi)
- 1840: A pünkösdi királyság (Verdi)
- 1842: Nabucco (Verdi)
- 1843: Longbárdok (Verdi)
- 1845: Giovanna d’Arco (Verdi)
- 1868: Mefistofele (Arrigo Boito)
- 1876: La Gioconda (Amilcare Ponchielli)
- 1885: Marion Delorme (Ponchielli)
- 1887: Otello (Verdi)
- 1889: Edgar (Giacomo Puccini)
- 1892: La Wally (Alfredo Catalani)
- 1893: Falstaff (Verdi)
- 1904: Pillangókisasszony (Puccini)
- 1923: Belfagor (Ottorino Respighi)
- 1924: Nerone (Boito)
- 1926: Turandot (Puccini)
- 1957: I dialoghi delle Carmelitane (Francis Poulenc)
- 1984: Samstag aus Licht (Karlheinz Stockhausen)
- 1988: Montag aus Licht (Stockhausen)
- 2007: Teneke (Fabio Vacchi)
- 2018: Fin de partie (Kurtág György)

## Évadnyitó előadások
- 1836/37: Tell Vilmos (Gioachino Rossini)
- 1838/39: A portici néma (Daniel Auber)
- 1840/41: Il bravo (Saverio Mercadante)
- 1845/46: Otello (Rossini)
- 1848/49: La schiava saracena (Mercadante)
- 1849/50: Attila (Giuseppe Verdi)
- 1850/51: Jeruzsálem (Verdi)
- 1851/52: Luisa Miller (Verdi)
- 1858/59: Szemiramisz (Rossini)
- 1854/55: Marco Visconti (Petrella)
- 1868/69: Don Carlos (Verdi)
- 1872/73: Ruy Blas (Filippo Marchetti)
- 1876/77: A hugenották (Giacomo Meyerbeer)
- 1877/78: L'Africana (Meyerbeer)
- 1878/79: Don Carlos (Verdi)
- 1879/80: Aida (Verdi)
- 1880/81: Il figliuol prodigo (Amilcare Ponchielli)
- 1883/84: La Gioconda (Ponchielli)
- 1884/85: Carmen (Georges Bizet)
- 1886/87: Aida (Verdi)
- 1887/88: Sába királynője (Carlo Goldmark)
- 1889/90: A nürnbergi mesterdalnokok (Richard Wagner)
- 1891/92: Tannhäuser (Wagner)
- 1892/93: A bolygó hollandi (Wagner)
- 1893/94: A walkür (Wagner)
- 1894/95: Siegfried (Wagner)
- 1896/97: Az istenek alkonya (Wagner)
- 1897/98: zárva
- 1898/99: A nürnbergi mesterdalnokok (Wagner)
- 1899/00: Siegfried (Wagner)
- 1900/01: Bohémélet (Giacomo Puccini)
- 1902/03: A Rajna kincse (Wagner)
- 1907/08: Az istenek alkonya (Wagner)
- 1908/09: Puccini)
- 1923/24: Trisztán és Izolda (Wagner)
- 1930/31: A Nyugat lánya (Puccini)
- 1931/32: Norma (Vincenzo Bellini)
- 1932/33: Az istenek alkonya (Wagner)
- 1936/37: Falstaff (Verdi)
- 1946/47: Nabucco (Verdi)
- 1948/49: A trubadúr (Verdi)
- 1951/52: A szicíliai vecsernye (Verdi)
- 1952/53: Macbeth (Verdi)
- 1953/54: La Wally (Alfredo Catalani)
- 1954/55: A vestaszűz (Gaspare Spontini)
- 1955/56: Norma (Bellini)
- 1956/57: Aida (Verdi)
- 1957/58: Az álarcosbál (Verdi)
- 1959/60: Otello (Verdi)
- 1960/61: Polyutus (Gaetano Donizetti)
- 1961/62: A legnanói csata (Giuseppe Verdi)
- 1962/63: A trubadúr (Giuseppe Verdi)
- 1963/64: Parasztbecsület-Fritz barátunk (Pietro Mascagni)
- 1966/67: Nabucco (Verdi)
- 1967/68: Lammermoori Lucia (Gaetano Donizetti)
- 1968/69: Don Carlos (Verdi)
- 1969/70: Ernani (Verdi)
- 1970/71: A szicíliai vecsernye (Verdi)
- 1971/72: Simon Boccanegra (Verdi)
- 1972/73: Az álarcosbál (Verdi)
- 1973/74: Olasz nő Algírban (Rossini)
- 1974/75: Fidelio (Ludwig van Beethoven)
- 1975/76: Macbeth (Verdi)
- 1976/77: Otello (Verdi)
- 1977/78: Don Carlos (Verdi)
- 1978/79: Simon Boccanegra (Verdi)
- 1979/80: Borisz Godunov (Muszorgszkij)
- 1980/81: Falstaff (Verdi)
- 1981/82: Lohengrin (Richard Wagner)
- 1982/83: Ernani (Verdi)
- 1983/84: Turandot (Puccini)
- 1984/85: Carmen (Georges Bizet)
- 1985/86: Aida (Verdi)
- 1986/87: Nabucco (Verdi)
- 1987/88: Don Giovanni (Wolfgang Amadeus Mozart)
- 1988/89: Tell Vilmos (Rossini)
- 1989/90: A szicíliai vecsernye (Verdi)
- 1990/91: Idomeneo (Mozart)
- 1991/92: Parsifal (Wagner)
- 1992/93: Don Carlos (Verdi)
- 1993/94: A vestaszűz (Gaspare Spontini)
- 1994/95: A walkür (Wagner)
- 1995/96: A varázsfuvola (Mozart)
- 1996/97: Armida (Christoph Willibald Gluck)
- 1997/98: Macbeth (Verdi)
- 1998/99: Az istenek alkonya (Wagner)
- 1999/00: Fidelio (Ludwig van Beethoven)
- 2000/01: A trubadúr (Verdi)
- 2001/02: Otello (Verdi)
- 2002/03: Iphigénia Auliszban (Gluck)
- 2003/04: Mózes (Rossini)
- 2004/05: Europa riconosciuta (Antonio Salieri)
- 2005/06: Idomeneo (Mozart)
- 2006/07: Aida (Verdi)
- 2007/08: Trisztán és Izolda (Wagner)
- 2008/09: Don Carlos (Verdi)